# باشگاه افسران وزارت جنگ
باشگاه افسران وزارت جنگ یا باشگاه افسران ارتش بنایی مربوط به دوران رضاشاه است که در شمال میدان مشق تهران، کنار عمارت قزاقخانه جای گرفته است. پس از انقلاب این ساختمان به وزارت امور خارجه ایران واگذار شد و با نام ساختمان شماره ۷ وزارت خارجه مورد بهره‌برداری اداری قرار گرفت.

## پیشینه
در سال ۱۳۱۶ فضل‌الله زاهدی مأمور احداث ساختمان باشگاه افسران ارتش شد. طرح اصلی ساختمان به دست گابریل گورکیان انجام شد و وارطان هوانسیان آن را به انجام رساند.
در دوره نوسازی شهر تهران در دوران پهلوی اول و پس از ساخت ساختمان باشگاه افسران، توپ مروارید از میدان ارگ به ورودی حیاط این ساختمان انتقال داده شد. این ساختمان در کنار ساختمان‌ها و بناهای دیگر نظامی و وزارت جنگ در شمال میدان مشق جای داشتند و ساختمان باشگاه افسران نسبت به دیگر بناهای قاجاری، مدرن‌تر و نوسازتر به شمار می‌رفت و به همین سبب توپ مروارید به آنجا انتقال یافت.
این ساختمان متعلق به لشکر دو زرهی بود که از یک سو به خیابان سوم اسفند (سرهنگ سخایی کنونی) راه داشت و از سوی دیگر به خیابان فروغی (کوشک مصری کنونی) و مقابل در آهنی بزرگ آن توپ مروارید گذاشته شده بود. این ساختمان محل گردهمایی‌ها و مهمانی‌های افسران ارتش شاهنشاهی بود.
پس از انقلاب باشگاه افسران به وزارت امور خارجه واگذار شد که با افزودن دو ساختمان متقارن ناسازگار با ساختمان اصلی در حیاط ورودی باشگاه، پهنه گسترده حیاط باشگاه تا اندازه بسیاری از میان رفت و توپ مروارید در میان آن ساختمان‌ها و در پس دیوار و دژ جلوی آن پنهان شد.

## رویدادهای مهم
پس از کودتای ۲۸ مرداد سرلشکر فضل‌الله زاهدی ستاد نخست وزیری و دولت تازه‌اش را در این مکان تشکیل داده بود. محمد مصدق پس از تسلیم خود به شهربانی به همراه دکتر شایگان و دکتر صدیقی توسط سرلشکر باتمانقلیچ به باشگاه افسران برده می‌شود و با زاهدی روبرو می‌شود. زاهدی که در باشگاه بود شخصاً به دیدن مصدق آمد. مصدق به زاهدی گفت: «آقای سرلشکر، چرخ بازیگر از این بازیچه‌ها بسیار دارد. من تنها نگران ایران و هموطنان هستم، نه خودم.» زاهدی پاسخ داد که خواهان بازداشت و محاکمه او نیست؛ اگر وی کناره‌گیری خود را اعلام دارد. اما مصدق حاضر به کناره‌گیری نشد و گفت «به اراده ملت رئیس دولت شده و تنها ملت است که حق دارد و می‌تواند او را برکنار [کند] یا خواستار کناره‌گیری‌اش شود.»
پس از رخدادهای خرداد ۱۳۴۲، آیت‌الله خمینی دستگیر شده و ابتدا به بازداشتگاه «باشگاه افسران» و س‍پس غروب روز بعد، به زندان قصر تهران برده شد.